# Bookcrossing
A BookCrossing (egyéb változatai: BC, BCing vagy BXing) egy Amerikából indult és nemzetközivé növő mozgalom, amelynek keretében könyvek cserélnek gazdát. A játék alapja, hogy az egész világ egy könyvtár, és az elvesztett könyvek kézről kézre vándorolnak, a mozgásuk pedig az interneten követhető.

## Története
Ron és Kaori Hornbaker ötlete a könyvelvesztő játékról 2001 márciusában született meg, és nem sokkal később, 2001. április 17-én indult útnak, amikor is megnyílt a „bookcrossing” weboldala is, ahol a könyvek mozgását (az elvesztés helyét, idejét, illetve a megtalálását és újbóli útnak eresztését) lehetett követni.
A rövid időn belül rendkívül sikeressé váló kezdeményezés néhány év leforgása alatt olyan ismertté vált, hogy a „bookscrossing” mint fogalom az Concise Oxford Dictionary-ban is helyet kapott.
A mozgalom bár nemzetközi, Amerikában, Angliában és Németországban a legsikeresebb.
Ezekben az országokban a nagyobb városokon belül forgalmasabb helyeken hivatalos zónák – Official BookCrossing Zones – alakultak ki, ide éttermek, parkok, boltok és más nyilvános helyek tartoznak, ahol gyakoriak a könyvelvesztések.

## A játék menete
A könyvelhagyás menete igen egyszerű: keressünk egy könyvet a polcunkon, amelyre vagy nincs szükségünk, és/vagy úgy gondoljuk, hogy minél több emberhez szeretnénk eljuttatni. Ezután a mozgalom sárga logóját tartalmazó matricát, amely az internetről elérhető és kinyomtatható, a könyvbe kell ragasztani, majd az ezen található azonosítóval regisztrálni kell a könyvet. Végül pedig egyszerűen ott felejteni egy olyan nyilvános helyen, ahol bárkinek a kezébe akadhat.
A későbbi megtaláló jelzi ezen az oldalon, hogy megtalálta a könyvet, és az elolvasás után ő is „útnak engedi” valahol – így vándorolnak körbe a könyvek.

## Statisztika
2013 novemberéig több mint 10 millió könyvet veszítettek el, közel 2 300 000-en, 132 országban.

## Díjak
2005 tavaszán két Webby-díjat is elnyert a „bookcrossing”, az egyiket a Legjobb közösségi oldal, a másikat pedig a Legjobb társadalmi/hálózatépítő oldal kategóriában.

## Kritika
A mozgalomnak nemcsak lelkes támogatói, de kritikusai is vannak, mint például Jessica Adams brit írónő, aki szerint a könyvcserék ahhoz fognak vezetni, hogy az emberek kevesebb könyvet fognak venni, így az alacsonyabb bevétel miatt a szerzői jogdíjak is csökkenni fognak. A Harper Press ügyvezető igazgatója pedig arról beszél, hogy olyan károkat okozhatnak a vándorló könyvek, mint amilyeneket az illegális zene- és filmletöltések.
A „bookcrossing”-ot védők ellenben azzal érvelnek, hogy a könyvcserék nem mérhetőek, az interneten terjedő kalóztartalmakkal össze, hiszen itt nem születik új példány, csak mint egy könyvtárban vándorolnak körbe a könyvek. A másik érvük pedig az, hogy a „bookscrossing” által olyan szerzőket is megismernek (és keresik a boltokban a műveiket később), akiket sosem kerestek volna egyébként.

## Veszíts el egy könyvet! – a magyar változat
A játék Magyarországon is elterjedt, a hazai változat nem a nemzetközi mozgalomba csatlakozott be, hanem annak mintájára született meg.
A „VESZÍTS EL EGY KÖNYVET!” akciót 2008. március 25-én indította el az orosházi Justh Zsigmond Városi Könyvtár és az évek során számos hazai könyvtár is csatlakozott hozzájuk.
Az eleinte nagyjából 700 példány cserélt gazdát, köztük dedikált példányok is, 2011-re pedig hozzávetőleg 3000 regisztrált példány volt.
Évente megrendezik a „Nagy könyvelhagyó napot”, amikor is egyszerre jóval többen veszítenek el könyveket, ilyenkor dedikált példányok is kerülnek elhagyásra. Céljuk, hogy ezeken a napokon minél több könyv cseréljen gazdát, és minél többen csatlakozzanak a mozgalomhoz később, ezzel is népszerűsítve az olvasást.
A magyar változatban nem matrica van, hanem egy tudnivalókat tartalmazó lapot helyezünk el a könyvbe, így adva minden megtaláló tudtára, hogy miről is van szó. A tudnivalókat tartalmazó lapon egy QR kód is helyet kapott, amelyet a megtalálónak elég beolvasnia, és arra a webfelületre irányítja, ahol jelezi tudja a könyv megtalálását. A játék hivatalos oldala jelenleg a 2020. március 3-án indult Könyvtárak.hu felületén kapott helyett: Veszíts el egy könyvet!